# Cal Fàbregas (Berga)
Cal Fàbregas és una casa del municipi de Berga protegida com a bé cultural d'interès local.

## Descripció
És un habitatge ubicat a una cantonada, estructurat en planta baixa i tres pisos superiors, rematat amb per una sanefa dentada i una cornisa de pedra. El parament és a base de grans carreus de pedra ben escairades, avui força desgastades. La façana estava arrebossada però n'ha perdut la seva major part. Les obertures són allinadades amb una petita motllura arrodonida, la major part balcons alineats entre si.

## Història
La primera casa consular de la vila de Berga estava situada a l'indret conegut amb el nom dels quatre cantons, a la cruïlla entre el carrer major i la placeta de la ciutat. El 13 de novembre 1359 el rei Pere III concedí a la vila de Berga el privilegi per a poder constituir un consell municipal amb trenta prohoms. L'any 1580 va caldre realitzar importants obres a l'edifici que fou adaptat a les noves exigències. Al segle xviii s'incendià i aleshores fou traslladat a la plaça de Sant Pere.